# Ashmeadiella crassa
Ashmeadiella crassa là một loài Hymenoptera trong họ Megachilidae. Loài này được Cockerell mô tả khoa học năm 1924.